# Parque de los Príncipes
El Parque de los Príncipes (en francés: Parc des Princes) es un recinto deportivo de titularidad municipal, situado en el distrito XVI de París, Francia. El estadio original se inauguró en 1897, aunque el actual recinto data de 1972 y tiene un aforo de 47.929 espectadores.
El Paris Saint-Germain disputa sus partidos como local en este estadio desde 1974, y hasta la inauguración de Saint-Denis en 1998, fue el estadio de las selecciones francesas de fútbol y rugbi, de 1972 a 1997. Además, ha albergado competiciones internacionales de fútbol, como el torneo de los Juegos Olímpicos de 2024 (incluida la final); los Mundiales de 1938 y 1998; y las Eurocopas de 1960 (1ª edición), 1984 y 2016. A nivel continental de clubes, albergó tres finales de Copa de Europa (1956 (1ª edición), 1975 y 1981), dos de Recopa de Europa (1978 y 1995) y la primera de Copa UEFA a partido único en 1998.

## Historia
La historia del Parque de los Príncipes comienza al término del reinado de Luis Felipe I de Francia, durante la época de la Monarquía de Julio (1830-1848). El rey Luis Felipe decide volver a la tradición de las redes urbanas. Esta tradición aparece con Enrique IV de Francia en 1594 (primer urbanista de París). Fue en 1841 cuando el rey Luis Felipe decidió construir una nueva muralla defensiva; esta sobrepasaba largamente los límites de París e incluso pasaba atravesando algunas comunas suburbanas de París, como Auteuil y Boulogne.
En esa época, los miembros de la corte real y de la aristocracia parisina iban a recrearse a un parque llamado Parque de los Príncipes, donde se ubica el actual bosque de Boulogne. El parque, inmenso, se situaba justo detrás de las fortificaciones al oeste de la capital.
En 1860, Napoleón III de Francia, aconsejado por el barón Georges-Eugène Haussmann, decidió anexar las comunas aledañas fuera del muro, y, en consecuencia, París fue dividido en veinte distritos. Fue así como el Parque de los Príncipes se situó en el distrito XVI.

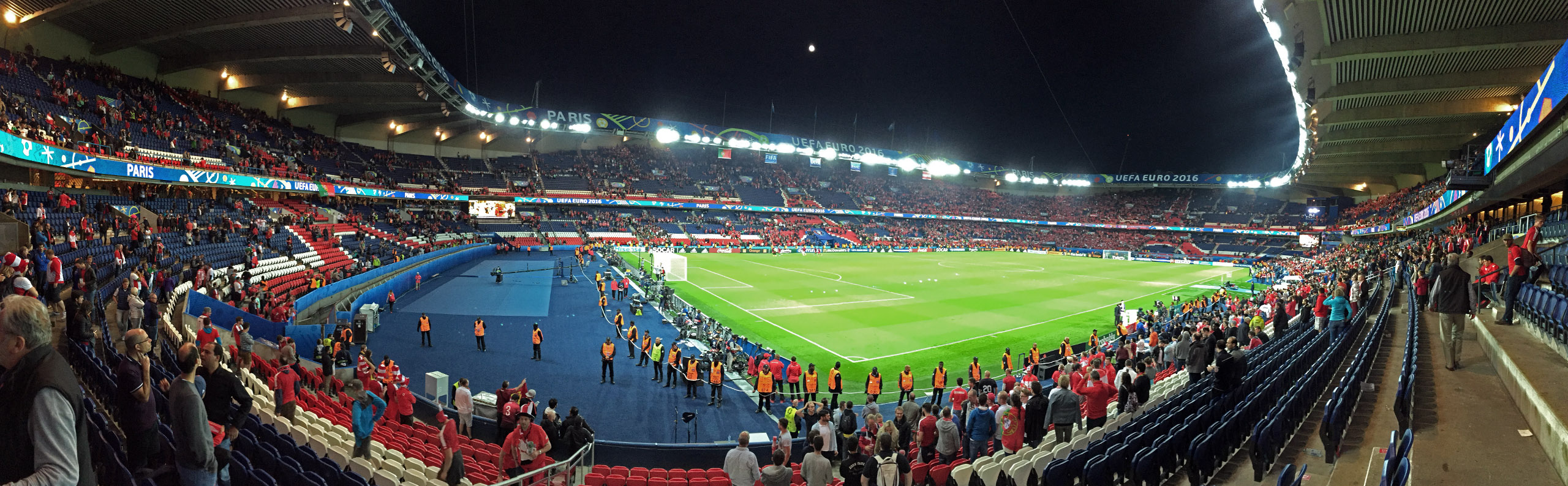
Panorámica del estadio.

## Eventos disputados

### Mundial de 1938
El estadio albergó tres partidos de la Copa Mundial de Fútbol de 1938.
| Fecha               | Selección #1 | Resultado  | Selección #2 | Ronda         | Espectadores |
| ------------------- | ------------ | ---------- | ------------ | ------------- | ------------ |
| 4 de junio de 1938  | Suiza        | 1-1 (t.e.) | Alemania     | Primera Ronda | 27 152       |
| 9 de junio de 1938  | Alemania     | 2-4        | Suiza        | Primera Ronda | 20 025       |
| 16 de junio de 1938 | Hungría      | 5-1        | Suecia       | Semifinales   | 20 000       |

### Eurocopa de 1960
El estadio albergó dos partidos de la Eurocopa 1960.
| Fecha               | Selección #1    | Resultado  | Selección #2 | Ronda       | Espectadores |
| ------------------- | --------------- | ---------- | ------------ | ----------- | ------------ |
| 6 de julio de 1960  | Francia         | 4-5        | Yugoslavia   | Semifinales | 26 370       |
| 10 de julio de 1960 | Unión Soviética | 2-1 (t.e.) | Yugoslavia   | Final       | 17 966       |

### Eurocopa de 1984
El estadio albergó tres partidos de la Eurocopa 1984.
| Fecha               | Selección #1     | Resultado | Selección #2 | Ronda                 | Espectadores |
| ------------------- | ---------------- | --------- | ------------ | --------------------- | ------------ |
| 12 de junio de 1984 | Francia          | 1-0       | Dinamarca    | Primera fase, Grupo 1 | 47 570       |
| 20 de junio de 1984 | Alemania Federal | 0-1       | España       | Primera fase, Grupo 2 | 47 691       |
| 27 de junio de 1984 | Francia          | 2-0       | España       | Final                 | 47 368       |

### Mundial de 1998
El estadio albergó seis partidos de la Copa Mundial de Fútbol de 1998.
| Fecha               | Selección #1 | Resultado | Selección #2   | Ronda                 | Espectadores |
| ------------------- | ------------ | --------- | -------------- | --------------------- | ------------ |
| 15 de junio de 1998 | Alemania     | 2-0       | Estados Unidos | Primera fase, Grupo F | 45 500       |
| 19 de junio de 1998 | Nigeria      | 1-0       | Bulgaria       | Primera fase, Grupo D | 45 500       |
| 21 de junio de 1998 | Argentina    | 5-0       | Jamaica        | Primera fase, Grupo H | 45 000       |
| 25 de junio de 1998 | Bélgica      | 1-1       | Corea del Sur  | Primera fase, Grupo E | 45 500       |
| 28 de junio de 1998 | Brasil       | 4-1       | Chile          | Octavos de final      | 45 500       |
| 11 de julio de 1998 | Países Bajos | 1-2       | Croacia        | Tercer lugar          | 45 500       |

### Mundial de Rugbi de 2007
En el estadio se disputaron cinco encuentros de la Copa Mundial de Rugby de 2007.
| Fecha                    | Selección #1 | Resultado | Selección #2 | Ronda                 | Espectadores |
| ------------------------ | ------------ | --------- | ------------ | --------------------- | ------------ |
| 9 de septiembre de 2007  | Sudáfrica    | 59-7      | Samoa        | Primera fase, Grupo A | 46 575       |
| 19 de septiembre de 2007 | Italia       | 31-5      | Portugal     | Primera fase, Grupo C | 45 476       |
| 28 de septiembre de 2007 | Inglaterra   | 36-20     | Tonga        | Primera fase, Grupo A | 45 085       |
| 30 de septiembre de 2007 | Irlanda      | 15-30     | Argentina    | Primera fase, Grupo D | 45 450       |
| 19 de octubre de 2007    | Francia      | 10-34     | Argentina    | Tercer lugar          | 45 958       |

### Eurocopa de 2016
El estadio albergó cinco partidos de la Eurocopa 2016.
| Fecha               | Selección #1      | Resultado | Selección #2      | Ronda                 | Espectadores |
| ------------------- | ----------------- | --------- | ----------------- | --------------------- | ------------ |
| 12 de junio de 2016 | Turquía           | 0-1       | Croacia           | Primera fase, Grupo D | 43 842       |
| 15 de junio de 2016 | Rumania           | 1-1       | Suiza             | Primera fase, Grupo A | 43 576       |
| 18 de junio de 2016 | Portugal          | 0-0       | Austria           | Primera fase, Grupo F | 44 291       |
| 21 de junio de 2016 | Irlanda del Norte | 0-1       | Alemania          | Primera fase, Grupo C | 44 125       |
| 25 de junio de 2016 | Gales             | 1-0       | Irlanda del Norte | Octavos de final      | 44 342       |

### Mundial Femenino de 2019
El estadio albergó siete partidos de la Copa Mundial Femenina de Fútbol de 2019
| Fecha               | Selección #1   | Resultado | Selección #2   | Ronda                 | Espectadores |
| ------------------- | -------------- | --------- | -------------- | --------------------- | ------------ |
| 7 de junio de 2019  | Francia        | 4-0       | Corea del Sur  | Primera fase, Grupo A | 45 261       |
| 10 de junio de 2019 | Argentina      | 0-0       | Japón          | Primera fase, Grupo D | 25 055       |
| 13 de junio de 2019 | Sudáfrica      | 0-1       | China          | Primera fase, Grupo B | 20 011       |
| 16 de junio de 2019 | Estados Unidos | 3-0       | Chile          | Primera fase, Grupo F | 45 594       |
| 19 de junio de 2019 | Escocia        | 3-3       | Argentina      | Primera fase, Grupo D | 28 205       |
| 24 de junio de 2019 | Suecia         | 1-0       | Canadá         | Octavos de final      | 38 078       |
| 28 de junio de 2019 | Francia        | 1-2       | Estados Unidos | Cuartos de final      | 45 595       |

### Torneo olímpico de fútbol de 2024 (masculino y femenino)
| Fecha                | Selección #1         | Resultado  | Selección #2   | Ronda                     | Espectadores |
| -------------------- | -------------------- | ---------- | -------------- | ------------------------- | ------------ |
| 24 de julio de 2024  | Uzbekistán           | 1-2        | España         | Primera fase, Grupo C (M) | 46 500       |
| 24 de julio de 2024  | Malí                 | 1-1        | Israel         | Primera fase, Grupo D (M) | 10 637       |
| 27 de julio de 2024  | Israel               | 2-4        | Paraguay       | Primera fase, Grupo D (M) | 28 887       |
| 28 de julio de 2024  | Brasil               | 1-2        | Japón          | Primera fase, Grupo C (F) | 40 918       |
| 30 de julio de 2024  | República Dominicana | 1-1        | Uzbekistán     | Primera fase, Grupo C (M) | 30 475       |
| 30 de julio de 2024  | Israel               | 0-1        | Japón          | Primera fase, Grupo D (M) | 11 671       |
| 2 de agosto de 2024  | Marruecos            | 4-0        | Estados Unidos | Cuartos de final (M)      | 42 868       |
| 3 de agosto de 2024  | Estados Unidos       | 1-0        | Japón          | Cuartos de final (F)      | 43 004       |
| 9 de agosto de 2024  | Francia              | 3-5 (t.e.) | España         | Final (M)                 | 44 260       |
| 10 de agosto de 2024 | Brasil               | 0-1        | Estados Unidos | Final (F)                 | 43 813       |